# ك. ك. رجا
ك. ك. رجا (بالإنجليزية: K. K. Raja)‏ هو شاعر هندي، ولد في 28 مارس 1893، وتوفي في 6 أبريل 1968.